# 龚嵘
龚嵘，福建闽县人，清朝政治人物。监生出身。
龚嵘曾于1692年接替李元瑨任松江府知府一职，1697年由丁克昌接任。